# The Best of Nick Cave and The Bad Seeds
The Best of Nick Cave and the Bad Seeds es un álbum recopilatorio del grupo australiano Nick Cave and the Bad Seeds, publicado por la compañía discográfica Mute Records en mayo de 1998.
Para la elección de las canciones, Cave preguntó a cada miembro de The Bad Seeds que eligieran sus canciones favoritas de los diez primeros álbumes de estudio grabados con Mute. El álbum fue también publicado en una edición limitada con un segundo disco, titulado Live at the Royal Albert Hall, grabado en directo los días 19 y 20 de mayo de 1997. El segundo CD fue posteriormente publicado por separado con cuatro temas extra.

## Lista de canciones
Todas las canciones escritas y compuestas por Nick Cave. 
| N.º | Título                                          | Álbum original           | Duración |  |
| 1.  | «Deanna»                                        | Tender Prey              | 3:36     |  |
| 2.  | «Red Right Hand»                                | Let Love In              | 4:48     |  |
| 3.  | «Straight to You»                               | Henry's Dream            | 4:35     |  |
| 4.  | «Tupelo»                                        | The Firstborn Is Dead    | 5:12     |  |
| 5.  | «Nobody's Baby Now»                             | Let Love In              | 3:53     |  |
| 6.  | «Stranger Than Kindness»                        | Your Funeral... My Trial | 4:42     |  |
| 7.  | «Into My Arms»                                  | The Boatman's Call       | 4:14     |  |
| 8.  | «(Are You) The One That I've Been Waiting For?» | The Boatman's Call       | 4:06     |  |
| 9.  | «The Carny»                                     | Your Funeral... My Trial | 8:01     |  |
| 10. | «Do You Love Me?»                               | Let Love In              | 4:37     |  |
| 11. | «The Mercy Seat»                                | Tender Prey              | 5:08     |  |
| 12. | «Henry Lee» (Con PJ Harvey)                     | Murder Ballads           | 3:56     |  |
| 13. | «The Weeping Song»                              | The Good Son             | 4:20     |  |
| 14. | «The Ship Song»                                 | The Good Son             | 4:42     |  |
| 15. | «Where the Wild Roses Grow» (Con Kylie Minogue) | Murder Ballads           | 3:57     |  |
| 16. | «From Her to Eternity»                          | From Her to Eternity     | 5:32     |  |

## Personal
- Nick Cave: voz, órgano Hammond, órgano, oscilador, piano, orquestación y coros
- Blixa Bargeld: guitarra, guitarra slide y coros
- Mick Harvey: batería, bajo, guitarra acústica, campana, shaker, guitarra rítmica, Hammond, coros, piano, xilófono, glockenspiel y loops
- Kid Congo Powers: guitarra
- Martyn P. Casey: bajo y coros
- Thomas Wydler: batería, timbal, coros y percusión
- Conway Savage: piano y coros
- Barry Adamson: batería, Hammond, bajo y coros
- Jim Sclavunos: batería y campana
- Tex Perkins: coros
- Rowland S. Howard: coros
- Roland Wolf: guitarra
- Gini Ball: orquestación
- Audrey Riley: orquestación
- Chris Tombling: orquestación
- PJ Harvey: coros
- Kylie Minogue: coros
- Jen Anderson: orquestación
- Sue Simpson: orquestación
- Kerran Coulter: orquestación
- Helen Mountford: orquestación
- Hugo Race: guitarra